# Travis Baldree
Travis Baldree – amerykański pisarz, lektor audiobooków i twórca gier komputerowych.

## Życiorys
Baldree urodził się w 1977 i dorastał w Eden w stanie Teksas.
W 1998 Baldree zaczął projektować i tworzyć gry komputerowe, takie jak Torchlight, Rebel Galaxy i Fate.
Był lektorem wszystkich 12 audiobooków z serii Cradle Willa Wrighta, wliczając w to bestselery „New York Timesa” takie jak Bloodline, Reaper, Dreadgod i Waybound.
Napisał też powieść Legendy i Latte, a także był lektorem jej wersji audio, za którą dostał nominację do nagrody Audie Award for Fantasy. Prequel tej książki, zatytułowany Księgarnie i kościopył, ma się ukazać w listopadzie 2023.
Travil Baldree wygrał w 2023 Astounding Award for Best New Writer, wręczoną mu podczas rozdania nagród Hugo.